# A Place Further than the Universe
Sora Yori mo Tooi Basho (яп.  宇宙よりも遠い場所  Утю: ёри мо тоой басё/Сора ёри мо тоой басё, «Дальше, чем космос») — оригинальный аниме-сериал, созданный на студии Madhouse в честь 45-летия компании. Премьера состоялась 2 января 2018 года. Режиссёр — Ацуко Исидзука, сценарист — Дзюкки Ханада, а композитор — Ёсиаки Фудзисава.

## Сюжет
Мари Тамаки — ученица второго класса старшей школы. Однажды она встречает Сирасэ Кобутидзаву, девушку, которая копила деньги на поездку в Антарктиду, чтобы найти пропавшую мать. Объединившись с двумя другими девушками, Хинатой Миякэ и Юдзуки Сираиси, они отправились в Антарктиду, на исследовательскую станцию «Сёва», на ледоколе «Сирасэ».
Эта история о четырех девушках, дружбе и Антарктиде.

## Персонажи
Мари Тамаки (яп. 玉木 マリ Тамаки Мари) — главная героиня. Переживала, что слишком нерешительна, и из-за этого неспособна на сумасбродные поступки и авантюры вроде прогула школы. Живёт с родителями и сестрой. Однажды подобрала выпавший у Сирасэ конверт с миллионом иен и так познакомилась с ней и узнала о её мечте, в итоге согласившись сопровождать её в Антарктиду.
Сэйю: Инори Минасэ
Хината Миякэ (яп. 三宅 日向 Миякэ Хината) — низкорослая рыжеволосая девушка, с которой Мари познакомилась, подрабатывая в круглосуточном магазине. Миякэ не ходит в школу, чтобы доказать, что в колледж можно поступить и без школьного образования. Неугомонна и в целом является противоположностью Мари.
Сэйю: Юка Игути
Сирасэ Кобутидзава (яп.  小渕沢 報瀬 Кобутидзава Сирасэ) — высокая черноволосая красавица, учится в той же школе, что и Мари. Копит деньги на поездку в Антарктиду, потому что там во время одной из экспедиций пропала её мать, и Сирасэ хочет её найти, так как верит, что она просто осталась там жить. Решительна, но стесняется незнакомых людей. В школе успела заработать прозвище «Антарктида».
Сэйю: Кана Ханадзава
 Юдзуки Сираиси (яп.  白石 結月 Сираиси Юдзуки) — темноволосая девушка среднего роста, которая с дошкольного возраста работает в медиапространстве в роли айдола и репортёра. Её мать и продюсер хочет, чтобы она отправилась в Антарктиду вместе с гражданской экспедицией «Антарктический вызов» для съёмок репортажей об экспедиции. Сама же Юдзуки хочет обычной немедийной жизни (из-за постоянных переездов и командировок у неё нет друзей) и отказывается плыть до тех пор, пока не встречает остальных главных героинь; подружившись с девушками, она заявляет, что не поедет без них.
Сэйю: Саори Хаями

## Аниме
Оригинальный аниме-сериал был впервые анонсирован издательством Kadokawa во время Anime Expo в июле 2017. Срежиссировал проект Ацуко Исидзука, автором сценария стал Дзюкки Ханада, а за создание и дизайн персонажей отвечал Такахиро Ёсимацу. Для музыкального сопровождения был приглашён композитор Ёсиаки Фудзисава. Премьера состоялась 2 января 2018 года. Издателем в США стала Crunchyroll, на сайте доступны и русские субтитры. Также было объявлено о манга-адаптации, которая стала издаваться в ежемесячном журнале Monthly Comic Alive издательства Kadokawa Shoten с 27 декабря 2017 года. Автором и художником манги стала Нэнэ Ёимати.

#### Список серий
| №  | Название | Дата выхода          |
| -- | --- | -------------------- |
| 1  | Один миллион иен для молодежи «Сэйсюн сякуманъэн» (青春しゃくまんえん)                                           | 2 января 2018 года   |
| 2  | Kabukicho Fremantle «Кабукитё: фури:мантору» (歌舞伎町フリーマントル)                                            | 9 января 2018 года   |
| 3  | Следование за спиной не останавливается «Форо:бакку га томаранай» (フォローバックが止まらない)                   | 16 января 2018 года  |
| 4  | Четыре гусеницы «Ёнхики но имомуси» (四匹のイモムシ)                                                             | 23 июня 2018 года    |
| 5  | Мой дорогой друг                                                                                                 | 30 января 2018 года  |
| 6  | Добро пожаловать на выставку «Шоу Дуриана» «Ё:косо Дориан Сё: э» (ようこそドリアンショーへ)                      | 6 февраля 2018 года  |
| 7  | Корабль, который видит Вселенную «Сора о миру фунэ» (宇宙を見る船)                                               | 13 февраля 2018 года |
| 8  | Ревущий, безумный, кричащий «Хоэтэ, куруттэ, дзэккё:ситэ» (吠えて、狂って、絶叫して)                             | 20 февраля 2018 года |
| 9  | Антарктическая история любви (Blizzard Arc) «Нанкёку кой моногатари (Буридза:до-хэн)» (南極恋物語(ブリザード編)) | 27 февраля 2018 года |
| 10 | Частичная дружба «Па:сяру ю:дзё:» (パーシャル友情)                                                               | 6 марта 2018 года    |
| 11 | Что, барабан может ударить! «Дорамукан дэ буттобасэ!» (ドラム缶でぶっ飛ばせ！)                                   | 13 марта 2018 года   |
| 12 | Место далеко от вселенной «Сора ёримо то:й басё» (宇宙よりも遠い場所)                                            | 20 марта 2018 года   |
| 13 | Когда-нибудь мы отправимся в другое путешествие «Китто мата таби ни дэру» (きっとまた旅に出る)                   | 27 марта 2018 года   |